# Стол (Бабушница)
Стол је насеље у Србији у општини Бабушница у Пиротском округу. Према попису из 2022. било је 136 становника. Насеље се налази у подножју планина Мали Стол и Големи стол.

## Демографија
У насељу Стол живи 314 пунолетних становника, а просечна старост становништва износи 52,7 година (52,9 код мушкараца и 52,4 код жена). У насељу има 134 домаћинства, а просечан број чланова по домаћинству је 2,59.
Ово насеље је великим делом насељено Србима (према попису из 2002. године), а у последња три пописа, примећен је пад у броју становника.
|  |

| Демографија | Демографија | Демографија |
| Година      | Становника  | Становника  |
| ----------- | ----------- | ----------- |
| 1948.       | 939         |             |
| 1953.       | 934         |             |
| 1961.       | 858         |             |
| 1971.       | 745         |             |
| 1981.       | 584         |             |
| 1991.       | 455         | 451         |
| 2002.       | 347         | 347         |
| 2011.       | 248         |             |
| 2022.       | 136         |             |

| Етнички састав према попису из 2002.‍ | Етнички састав према попису из 2002.‍ | Етнички састав према попису из 2002.‍ | Етнички састав према попису из 2002.‍ | Етнички састав према попису из 2002.‍ |
| ------------------------------------ | ------------------------------------ | ------------------------------------ | ------------------------------------ | ------------------------------------ |
|                                      |                                      |                                      |                                      |                                      |
| Срби                                 | Срби                                 |                                      | 340                                  | 97,98%                               |
| Роми                                 | Роми                                 |                                      | 4                                    | 1,15%                                |
| Руси                                 | Руси                                 |                                      | 1                                    | 0,28%                                |
| непознато                            | непознато                            |                                      | 1                                    | 0,28%                                |

| Година пописа     | 1948. | 1953. | 1961. | 1971. | 1981. | 1991. | 2002. |
| ----------------- | ----- | ----- | ----- | ----- | ----- | ----- | ----- |
| Број домаћинстава | 135   | 147   | 154   | 170   | 161   | 156   | 134   |

| Број чланова      | 1  | 2  | 3  | 4  | 5 | 6  | 7 | 8 | 9 | 10 и више | Просек |
| ----------------- | -- | -- | -- | -- | - | -- | - | - | - | --------- | ------ |
| Број домаћинстава | 39 | 43 | 21 | 12 | 7 | 10 | 1 | 0 | 1 | 0         | 2,59   |

| Пол    | Укупно | Неожењен/Неудата | Ожењен/Удата | Удовац/Удовица | Разведен/Разведена | Непознато |
| ------ | ------ | ---------------- | ------------ | -------------- | ------------------ | --------- |
| Мушки  | 173    | 37               | 110          | 25             | 0                  | 1         |
| Женски | 146    | 13               | 110          | 19             | 3                  | 1         |
| УКУПНО | 319    | 50               | 220          | 44             | 3                  | 2         |

| Пол    | Укупно                    | Пољопривреда, лов и шумарство | Рибарство                            | Вађење руде и камена | Прерађивачка индустрија       |
| ------ | ------------------------- | ----------------------------- | ------------------------------------ | -------------------- | ----------------------------- |
| Мушки  | 67                        | 49                            | 0                                    | 0                    | 10                            |
| Женски | 49                        | 40                            | 0                                    | 0                    | 9                             |
| УКУПНО | 116                       | 89                            | 0                                    | 0                    | 19                            |
| Пол    | Производња и снабдевање   | Грађевинарство                | Трговина                             | Хотели и ресторани   | Саобраћај, складиштење и везе |
| Мушки  | 1                         | 0                             | 3                                    | 0                    | 0                             |
| Женски | 0                         | 0                             | 0                                    | 0                    | 0                             |
| УКУПНО | 1                         | 0                             | 3                                    | 0                    | 0                             |
| Пол    | Финансијско посредовање   | Некретнине                    | Државна управа и одбрана             | Образовање           | Здравствени и социјални рад   |
| Мушки  | 0                         | 0                             | 2                                    | 1                    | 1                             |
| Женски | 0                         | 0                             | 0                                    | 0                    | 0                             |
| УКУПНО | 0                         | 0                             | 2                                    | 1                    | 1                             |
| Пол    | Остале услужне активности | Приватна домаћинства          | Екстериторијалне организације и тела | Непознато            | Непознато                     |
| Мушки  | 0                         | 0                             | 0                                    | 0                    | 0                             |
| Женски | 0                         | 0                             | 0                                    | 0                    | 0                             |
| УКУПНО | 0                         | 0                             | 0                                    | 0                    | 0                             |

## Занимљивости
У селу се налазе два стабла секвоје која је 1978. засадио мештанин Јован Јоцић.

## Галерија
- Столски камен
- Столски камен поглед са брда Шанац
- Столски камен поглед из Лужничке котлине
- Големи стол зими